# Antistalinisme de gauche
La gauche antistalinienne se compose de divers courants de gauche critique de Joseph Staline, du stalinisme en tant que philosophie politique, et du système de gouvernement mis en place sous Staline en tant que dirigeant de l'Union soviétique.
Elle peut également se référer à l'aile gauche de l'opposition aux dictatures, aux cultes de la personnalité, au totalitarisme et aux États policiers, caractéristiques communément retrouvées dans les régimes stalinien, tels que ceux de Kim Il-sung, Enver Hoxha, Mao, et ceux de l'ancien bloc de l'Est.

## Opposition de gauche

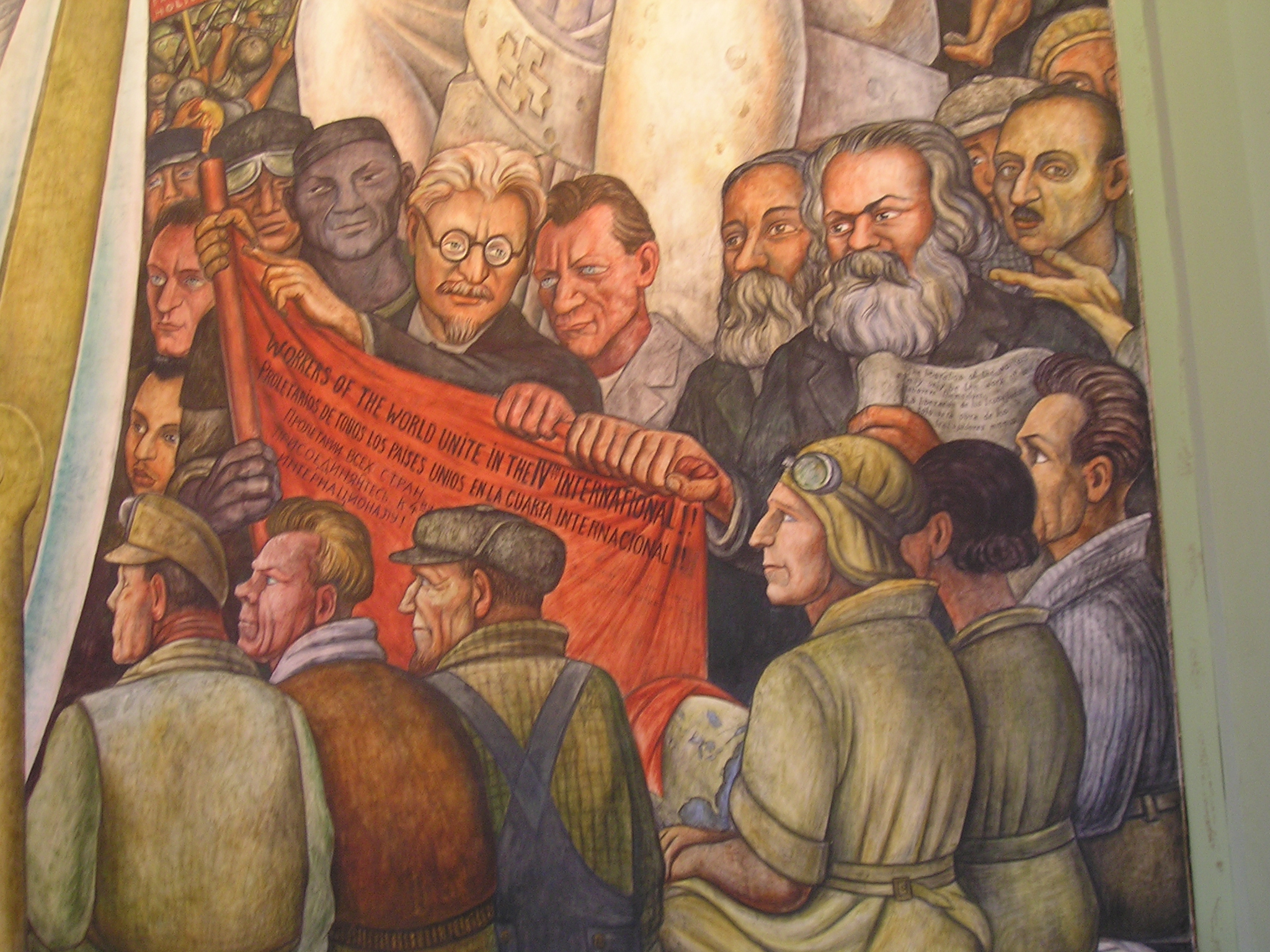
Peinture murale de Diego Rivera (L'Homme contrôleur de l'Univers) représentant Trotsky, avec Marx et Engels comme le véritable champion de la lutte des travailleurs.

Les proches et les partisans de Léon Trotski étaient organisés dans l'opposition de gauche au sein des partis Communistes, avant d'être exterminés durant les Procès de Moscou dans les années 1930. Par la suite, ses disciples ont formé la Quatrième Internationale, en opposition à la Troisième internationale sous contrôle de Moscou. Trotski voyait les états sous contrôle de Staline comme des états ouvriers déformés, structure politique sous contrôle des fonctionnaires, empêchant les ouvriers d'exercer leur dictature.
Trotski et ses partisans étaient très critiques sur le manque de débat interne dans les organisations staliniennes et la répression politique et sociale du gouvernement de l'URSS; des éléments nationaliste des théories marxistes-léninistes (la thèse du socialisme dans un seul pays, par exemple), conduisant à des désastres sur le plan international (et en rupture avec les traditions internationaliste du Marxisme); et sa dictature bureaucratique, obscurantiste, personnelle, avec l'emploi de méthodes de répression brutales (qualifiée d'"inquisitoire" par Trotsky). Des trotskystes non-orthodoxes voyaient le régime soviétique comme une nouvelle forme d'état de classe, appelé le collectivisme bureaucratique (James Burnham, Milovan Đilas, Max Shachtman) ou le Capitalisme d'État (Tony Cliff et C. L. R. James).

## Communisme de gauche
La gauche communiste a d'abord été enthousiaste au sujet de la révolution bolchevique, mais des lignes de fractures entre la gauche communiste et la direction de l'Internationale communiste se sont vite ouverte. À gauche, des communistes comme Sylvia Pankhurst et Rosa Luxemburg ont été parmi les premières critiques de gauche de la politique bolchevik. Plus tard, Amadeo Bordiga dans ses Dialogues avec Staline a sévèrement critiqué la politique économique de Staline, le qualifiant d'"Ex-camarade Joseph". (Voir aussi conseillisme,  Marxisme-humanisme, extrême gauche luxemburgiste.)

## Anarchisme
Des anarchistes, comme Emma Goldman ont d'abord été enthousiaste au sujet des bolcheviks, en particulier après la diffusion de la brochure de Lénine L'État et la Révolution, qui donnait une vision libertaire du bolchevisme. Cependant, les relations entre les anarchistes et les Bolcheviks se sont détériorées en Russie Soviétique (la répression de la révolte de Kronstadt et du mouvement makhnoviste). Les anarchistes et les communistes du Komintern entrèrent également en conflit pendant la guerre civile espagnole. Les anarchistes sont des critiques de la nature étatiste et totalitaire du stalinisme (et du marxisme-léninisme en général), ainsi que du culte de la personnalité autour de Staline (et des leaders vu par les anarchistes comme staliniens, comme Kim Il-sung ou Mao Zedong).

## Socialisme démocratique
Une part importante de l'idéologie du socialisme démocratique s'est définie dans l'opposition au Stalinisme. Cela comprend des auteurs comme George Orwell, H. N. Brailsford, Fenner Brockway,, et le Parti travailliste indépendant en Grande-Bretagne (en particulier après la seconde Guerre Mondiale). Il y avait aussi un certain nombre de socialistes anti-stalinien en France, y compris des écrivains tels que Simone Weil et Albert Camus, ainsi que le groupe autour de Marceau Pivert. En Amérique, le "New York Intellectuals" autour des revues Partisan Review et Dissent voyait le modèle soviétique comme une forme de totalitarisme, et le mettait en parallèle avec le fascisme.

## Opposition de droite
Une autre grande scission dans le mouvement communiste international est entre Staline et l'Opposition de droite. Dans plusieurs pays, des partis communistes parallèles se sont formés, à part ou rejetés par le Komintern. Leurs critiques rejoignaient parfois celles de l'Opposition de gauche mais étaient beaucoup moins cohérentes. L'Opposition de droite a développé des contacts avec d'autres groupes ne se retrouvant pas dans la social-démocratie ou le Komintern, comme le Parti travailliste indépendant en Grande-Bretagne. Cette tendance a en grande partie disparu au moment de la Seconde Guerre Mondiale. Des courants marxistes dissidents s'étant développés hors du mouvement communiste ont pu être rapprochés de l'Opposition de droite, comme les marxistes Anushilan en Inde.

## Titisme
Au premier abord, le Parti communiste de Yougoslavie et le régime qu'il a établi après le succès de la guerre de libération contre l'Axe par les partisans est calquée sur celle de l'Union soviétique, Tito étant considéré comme "le plus fidèle élève de Staline". Cependant, en 1948, les deux dirigeants rompirent, et les proches de Tito (notamment Edvard Kardelj, Milovan Đilas, et Moša Pijade),  commencèrent un effort théorique pour développer une nouvelle branche de socialisme, qui serait à la fois marxiste–léniniste dans sa nature, et anti-stalinien dans la pratique. Le résultat a été l'étrange système socialiste autogestionnaire yougoslave, aussi connu comme le Titisme, basé sur l'organisation de toutes les activités productives de la société en "unités auto-gérées".
Đilas, en particulier, a beaucoup écrit contre le Stalinisme, et a été radicalement critique de l'appareil bureaucratique, construit selon lui par les bolcheviks en Union soviétique. Il est plus tard devenu critique de son propre régime, et est devenu un dissident en Yougoslavie. Il a été emprisonné, mais par la suite gracié.

## Gauche non-communiste
La « Gauche non-Communiste », ou NCL (Non-Communist Left), était une désignation utilisée aux États-Unis par le Département d'État et l'Agence Centrale de Renseignement (CIA), se référant principalement à des intellectuels de gauche ayant été déçus par Staline. Arthur Schlesinger, Jr. a souligné la montée en puissance du groupe dans le populaire essai de 1948 intitulé Ni de Droite, Ni de Gauche, mais un Centre Vital, argumentant pour la fin de la Gauche comme bloc unifié. Une autre publication clé était Le Dieu qui a Échoué (1948), une compilation d'essais de six anciens communistes.

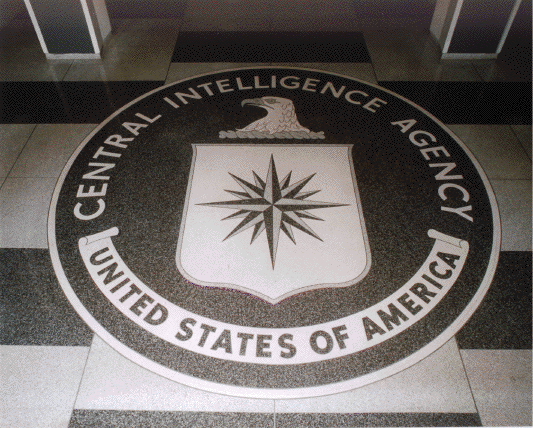
Certains courants non-communistes anti-staliniens furent financés par la CIA.

Le renforcement de la NCL est devenu central dans la lutte de propagande contre l'URSS au début de la Guerre froide. Cette stratégie a directement inspiré la création du Congrès pour la liberté de la culture (CCF), ainsi que des revues internationales comme Der Monat et de Encounter; qui ont également influencé des publications existantes telles que les Partisan Review.
Sous ces auspices (et, par conséquent, dans les milieux intellectuels à la mode aux États-Unis et en Europe), l'anti-Stalinisme est devenu « presque une attitude professionnelle », « une compilation de perspectives sur la vie, rien de moins, ou même une philosophie de l'histoire. » Des personnalités de ce groupe comprennent Arthur Koestler, Melvin J. Lasky, Dwight Macdonald, Sidney Hook, Stephen Spender, Nicolas Nabokov, et Isaiah Berlin. (NCL a notamment exclue Jean-Paul Sartre parce qu'elle ne pouvait pas accepter son point de vue existentialiste) Les principaux organisateurs de l'opération Gauche non-Communiste de la CIA, intitulée QKOPERA, incluaient Frank Wisner, Lawrence de Neufville, Thomas Braden, C. D. Jackson et Michael Josselson. (D'autres partisans au sein de la communauté du renseignement incluaient George F. Kennan, W. Averell Harriman, et le Général Lucius D. Clay.)
La NCL a commencé à perdre de sa cohésion lors de la période de radicalisme de la fin des années 1960. L'opposition à la guerre du Viêt Nam fractura la coalition, et en 1967, les rumeurs du financement par la CIA de nombreux intellectuels impliqués commencèrent à filtrer. Après l'éclatement du scandale, Braden (avec l'appui tacite de la CIA) a écrit un article dans le Saturday Evening Post qui a révélé officiellement l'implication de la CIA dans la gauche non-communiste et les organisations syndicales,. Certains ont fait valoir que cet article représentait une rupture intentionnelle et définitive de la CIA avec la NCL.

## Nouvelle gauche
L'émergence de la Nouvelle gauche et des nouveaux mouvements sociaux dans les années 1950 et 1960 ont conduit à un regain d'intérêt pour d'autres formes de marxisme. Des figures associés aux études culturelles britanniques (p. ex., Raymond Williams), l'autonomisme et l'opéraïsme en Italie (Antonio Negri), les groupes français comme l'Internationale situationniste (Guy Debord) et de Socialisme ou barbarie (Cornelius Castoriadis) ainsi que la revue  Telos en Amérique, en ont été des exemples.

## Personnages importants de l'antistalinisme de gauche
Léon Trotski